# Paul Anthony Stewart
Paul Anthony Stewart, pseudonimo di Paul Anthony Tomaccio (Filadelfia, 23 febbraio 1970), è un attore statunitense.

## Biografia
Nativo della Pennsylvania, dopo gli studi all'Università di Princeton, intraprese la professione di attore. Il suo primo lavoro fu il ruolo di uno studente nella pellicola Ombre e nebbia di Woody Allen.
Nel 1992 vinse una selezione nazionale per volti nuovi che gli consentì di interpretare il ruolo di Casey Bowman nella soap opera Quando si ama, restando nel cast fino al 1995. Nel 1993 recitò a Broadway in Cyrano: The Musical, che ottenne la candidatura per il Tony Award al miglior musical nel 1994.
Nel novembre del 1998 entrò a far parte del cast della soap opera Sentieri, impersonando il mafioso Danny Santos. Stewart vi recitò per i successivi sette anni, lasciando il ruolo nel 2005. Lui e Nancy St. Alban, che interpretava sua moglie Michelle, rientrarono in scena nel 2009 in occasione della conclusione definitiva della soap. Per l'interpretazione di Danny, Stewart ottenne la candidatura come "miglior attore non protagonista in una serie drammatica" ai Daytime Emmy Awards 2003.
Nello stesso anno ritornò a Broadway, dove sostituì Robert Petkoff nell'acclamato revival di Fiddler on the Roof con Rosie O'Donnell e Harvey Fierstein.
Continuò a recitare in teatro, prendendo parte ai musical The People in the Picture e Beautiful: The Carole King Musical, nonché allo spettacolo Off-Broadway Harbor. Fu inoltre Raskolnikov in un rifacimento teatrale di Delitto e castigo e nel 2013 fu tra i protagonisti di The Landing di John Kander.
Dopo aver fatto coming out come omosessuale, Stewart ha sposato lo stilista Michael Cook.

## Riconoscimenti
- Daytime Emmy Awards
  - 2003 – Candidatura come miglior attore non protagonista in una serie drammatica per Sentieri

- Soap Opera Digest Awards
  - 1993 – Candidatura come miglior attore debuttante in una soap opera per Quando si ama
  - 1994 – Candidatura come miglior giovane attore protagonista in una soap opera per Quando si ama
  - 2000 – Candidatura come miglior coppia in una soap opera per Sentieri - insieme a Bethany Joy Lenz
  - 2001 – Candidatura come miglior giovane attore protagonista in una soap opera per Sentieri
  - 2003 – Candidatura come miglior giovane attore protagonista in una soap opera per Sentieri
  - 2005 – Candidatura come miglior attore non protagonista in una soap opera per Sentieri